# IC 4903
IC 4903 је спирална галаксија у сазвјежђу Паун која се налази на листи објеката дубоког неба у Индекс каталогу.
Деклинација објекта је - 70° 27' 12" а ректасцензија 19h 58m 13,4s. Привидна величина (магнитуда) објекта IC 4903 износи 14,4 а фотографска магнитуда 15,2. IC 4903 је још познат и под ознакама ESO 73-16, PGC 63897.